# 詹姆斯敦 (印地安納州埃爾克哈特縣)
詹姆斯敦（英語：Jamestown）是位於美國印地安納州埃爾克哈特縣的一個非建制地區。該地的面積和人口皆未知。